# Kultura darów
Kultura darów (także: społeczność darów, wspólnota darów, kultura prezentu, ekonomia darów) – termin antropologiczny określający społeczność, w której status społeczny i relacje zależności między uczestnikami tworzone są w oparciu o bezinteresowną wymianę dóbr. Innymi słowy kultura darów to kultura, w której uczestnicy przekazują dobra posiadające wartość na poczet kształtowania dobrobytu swojej społeczności.
Dary zwykło się traktować jako formę wymiany, charakterystyczną dla społeczeństw prymitywnych. Problematyką tą zajmowali się więc przede wszystkim antropolodzy. W ostatnich dziesięcioleciach dar i wspólnoty darów stały się także przedmiotem zainteresowania ekonomii.

## Przykłady kultur darów
Pionierem badań w tym obszarze był Bronisław Malinowski, który w 1922 r. w pracy pt. Argonauci Zachodniego Pacyfiku opisał rytuał Kula, będący przykładem kultury daru funkcjonującej w obrębie archipelagu Wysp Trobriandzkich. Pierwsze zapiski o funkcjonowaniu tego typu kultury dotyczą społeczności tubylczych Amerykanów na północno-zachodnim wybrzeżu Pacyfiku (indiańska ceremonia, zwana potlacz). Przywódcy rozdawali tam duże ilości nietrwałych dóbr swoim podwładnym i następcom. Idea kultury darów jest także ważnym czynnikiem w chińskich więziach społecznych. Chińczycy wymieniają podarunki celem ich wzmocnienia.
Przykładem kultury darów jest tradycja badań naukowych. Naukowiec tworzy dokumentację swoich badań i oddaje ją innym naukowcom przy pomocy publikacji w pismach i wystąpień na konferencjach. Inni naukowcy swobodnie odnoszą się w swojej pracy do badań poprzedników. Im więcej razy prace jakiegoś naukowca są cytowane przez innych, tym większy ma on prestiż i autorytet w oczach społeczności, co przekłada się na zwiększone prawdopodobieństwo otrzymania dotacji (grantów) na badania i lepszego stanowiska. Poza tym wszyscy naukowcy korzystają z powiększającej się bazy wiedzy.
Tam, gdzie cennym dobrem jest informacja, mamy do czynienia ze szczególną stosownością kultury darów, np. w przypadku, gdy jakaś część informacji może być niezliczoną ilość razy kopiowana i przekazywana w zamian za nic. Według Manuela Castellsa kultura darów rozwija się współcześnie na nowo w społeczeństwach informacyjnych, m.in. dzięki ruchowi na rzecz wolnego oprogramowania, gdzie programiści udostępniają kod źródłowy, aby każdy mógł go modyfikować i ulepszać. Zyskują w ten sposób prestiż i poważanie, a cała społeczność czerpie korzyści z ulepszonego oprogramowania.
Anarchizm komunistyczny także posługuje się taką kulturą, ponieważ nie istnieje w nim pojęcie pieniądza czy rynku. Produkty są oddawane i rozprowadzane bez przeszkód. Kultury darów mogą współistnieć z gospodarką planową, gospodarkami rynkowymi oraz gospodarkami barterowymi.
Refleksja nad zwyczajem potlaczu i kulturą darów była przyczynkiem do przedstawienia „ogólnej teorii ekonomii” przez francuskiego pisarza i filozofa Georges’a Bataille’a. Pierwszy rozdział jego publikacji Część przeklęta przedstawia teorię ogólnej ekonomii. Bataille przytacza przykłady funkcjonowania takiej ekonomii: ofiary w społeczności azteckiej, instytucje zakonne lamaizmu (tybetańskiej odmiany buddyzmu), Plan Marshalla. W drugim i trzecim rozdziale rozszerza swoją teorię na erotyzm i suwerenność.